# Azat Hovhannisyan
Azat Hovhannisyan est un boxeur professionnel arménien né à Erevan le 15 août 1988 qui a combattu pour le titre WBC des poids super-coqs en 2018.

## Carrière professionnelle
Hovhannisyan fait ses débuts professionnels le 23 avril 2011, perdant par décision unanime en quatre rounds contre Juan Reyes au Nokia Theatre LA Live à Los Angeles, en Californie.
Après un bilan de 12 victoires pour 2 défaites (dont 10 KO), il affronte Sergio Frias pour le titre vacant des super-coqs WBC Continental Americas le 23 septembre 2017 au Forum d'Inglewood, en Californie. Combattant en sous-carte du combat pour le titre mondial entre Jorge Linares et Luke Campbell, Hovhannisyan remporte son premier titre professionnel grâce à une large victoire par décision aux points. Deux juges ont attribué le score de 100 à 90, et le troisième 98 à 92.
Il défend avec succès son titre régional en mars 2018, en battant Ronny Rios par KO au sixième round, avant de défier le champion WBC des super-coqs Rey Vargas le 12 mai au Turning Stone Resort Casino de Verona, dans l'État de New York. Hovhannisyan subit sa troisième défaite professionnelle, s'inclinant aux points avec des scores de 118-110, 117-111 et 116-112.
Après ce revers, Azat Hovhannisyan enchaine 7 succès entre 2018 et 2022 avant d'être à nouveau battu, cette fois par Luis Nery, par KO au 11e round. Ce combat intense sera élu combat de l'année 2023.

## Distinction
- Nery - Hovhannisyan est élu combat de l'année en 2023 par Ring Magazine.